# Lennox Lewis vs. Tommy Morrison
L'incontro di pugilato Lennox Lewis vs. Tommy Morrison, conosciuto come "Laying It All On the Line", si disputò al Convention Center di Atlantic City, il 7 ottobre 1995. A prevalere fu Lewis per knock-out tecnico al sesto round.

## Contesto
Un match tra Lennox Lewis e Tommy Morrison era in programma da circa due anni. Durante il primo regno da campione WBC di Lewis, lui e Morrison, fresco della vittoria contro George Foreman che lo aveva reso campione WBO dei massimi, riuscirono a mettersi d'accordo per un incontro che avrebbe fruttato loro una borsa di 16 milioni di dollari a testa. Tuttavia, il match fu cancellato dopo che Morrison perse il titolo contro il misconosciuto Michael Bentt. Bentt brutalizzò Morrison al primo round conquistando la cintura WBO, vincendo per KO. Lewis, intanto, difese il titolo contro Phil Jackson, vincendo per KO all'ottavo round. In seguito Lewis affrontò lo sfidante WBC numero uno Oliver McCall, e in una delle più grandi sorprese del mondo del pugilato, McCall conquistò il titolo sconfiggendo Lewis per KO alla seconda ripresa. Lewis cercò di ottenere un rematch con McCall, offrendogli 10 milioni di dollari, ma McCall rifiutò l'offerta. Allora, Lewis fu costretto a sfidare Lionel "The Train" Butler (2º nel ranking WBC), vincendo facilmente al quinto round per KO. Dopo un match terminato in pareggio con Ross Puritty, Morrison sconfisse per KO Donovan "Razor" Ruddock. Quindi avrebbe dovuto scontrarsi con Riddick Bowe per il titolo WBO dei pesi massimi, ma Bowe preferì affrontare Evander Holyfield per ragioni economiche. Poco tempo dopo la cancellazione del match Bowe–Morrison, fu annunciato l'incontro Lewis vs. Morrison.

## L'incontro
Entrambi i contendenti combatterono un primo round conservativo senza che nessuno dei due pugili prendesse il comando del match, ma Lewis fu in grado di utilizzare in modo efficace ed efficiente il suo caratteristico jab sinistro per mantenere l'avversario sulla difensiva ed ebbe pochi problemi con Morrison dal secondo round in poi. Lewis continuò a mettere in atto la stessa strategia nella seconda ripresa, ma alla fine del secondo minuto del round, Morrison attaccò Lewis con una combinazione al corpo seguita da un potente destro. Lewis fu in grado di schivare il tentativo di Morrison e rispose con un rapido gancio sinistro che fece cadere Morrison su un ginocchio, costringendo l'arbitro Mills Lane a decretare un atterramento, anche se il pugile si rialzò subito. Il pugno aprì anche un taglio sopra l'occhio destro di Morrison che lo avrebbe ostacolato per il resto del combattimento. Lewis proseguì a usare efficacemente la mano sinistra nella terza ripresa, aggiudicandosi il terzo round consecutivo. Morrison vinse il quarto round. Lewis, tuttavia, riprese il controllo dell'incontro nel quinto e fu in grado di mandare al tappeto per la seconda volta Morrison verso la fine del round con un montante destro. Morrison si rialzò al conteggio dell'arbitro e portò a termine il resto del round. Anche se il suo occhio destro era ora quasi completamente chiuso, Lewis era in vantaggio ai punti a questo punto del match grazie ai due atterramenti inflitti all'avversario. Morrison e il suo angolo decisero di continuare a combattere, sperando che Morrison potesse finalmente sorprendere Lewis con il suo pericoloso gancio sinistro e possibilmente vincere per KO come nel suo precedente incontro con Ruddock. Lewis, tuttavia, continuò a dominare l'esausto Morrison e lo mandò al tappeto per la terza volta a 50 secondi dall'inizio del sesto round. Morrison si rialzò nuovamente, ma Lewis circa 30 secondi dopo lo mise definitivamente KO con un forte gancio sinistro. Morrison si alzò in piedi al conteggio di otto dell'arbitro, ma poiché Morrison non era chiaramente in condizioni di continuare, egli decise di interrompere la lotta e dare la vittoria a Lewis per KO tecnico.

### Arbitro e giudici
- Arbitro: Mills Lane
- Giudice: Al DeVito
- Giudice: Henry Eugene Grant
- Giudice: Frank Brunette

## Conseguenze
Nel 1996 Morrison risultò sieropositivo al virus HIV e questo fatto determinò la fine della sua carriera di pugile ad alti livelli.
Lewis affrontò e sconfisse ai punti Ray Mercer, prima di affrontare il vecchio rivale Riddick Bowe in un match senza titolo in palio nel settembre 1996.